# لازلو برانيكوفيتس
لازلو برانيكوفيتس (18 ديسمبر 1949 - 16 أكتوبر 2020)، هو لاعب كرة قدم مجري. شارك في بطولة الرجال في الألعاب الأولمبية الصيفية عام 1972.

## روابط خارجية
- لازلو برانيكوفيتس على موقع الاتحاد الدولي (مؤرشف)  (الإنجليزية)
- لازلو برانيكوفيتس على موقع الاتحاد الأوربي (الإنجليزية)
- لازلو برانيكوفيتس على موقع قاعدة بيانات كرة القدم.إي يو (الإنجليزية)
- لازلو برانيكوفيتس على موقع ناشيونال فوتبول تيمز (الإنجليزية)
- لازلو برانيكوفيتس على موقع اللجنة الأولمبية الدولية (الإنجليزية)
- لازلو برانيكوفيتس على موقع أوليمبيديا (الإنجليزية)
- لازلو برانيكوفيتس على موقع اللجنة الأولمبية المجرية (الهنغارية)